# Xylocopa subcyanea
Xylocopa subcyanea är en biart som beskrevs av Pérez 1901. Xylocopa subcyanea ingår i släktet snickarbin, och familjen långtungebin. Inga underarter finns listade i Catalogue of Life.